# City of Worcester
Worcester – dystrykt w hrabstwie Worcestershire w Anglii. W 2011 roku dystrykt liczył 98 768  mieszkańców.

## Miasta
- Worcester

## Civil parishes
- St. Peter the Great County i Warndon[3].

## Inne miejscowości
- Arboretum, Battenhall, Bedwardine, Cathedral, Claines, Gorse Hill, Nunnery, Rainbow Hill, St. Clement, St. John, St. Peter’s Parish, St. Stephen, Warndon, Warndon Parish North i Warndon Parish South[3].